# Spratly-Insel

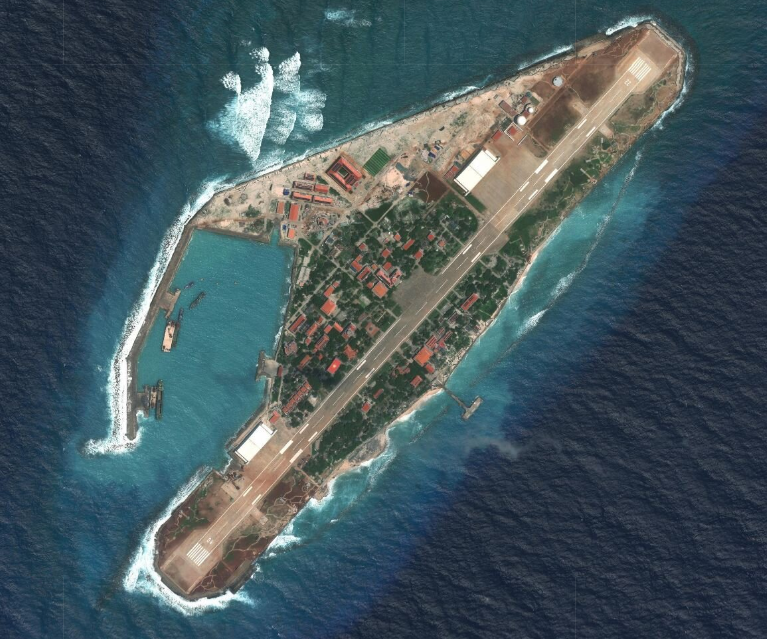
Luftbild der Spratly-Insel

Die Spratly-Insel (vietnamesisch Đảo Trường Sa, englisch Spratly Island) ist eine Insel im Südchinesischen Meer im Pazifik. Sie zählt zu den Spratly-Inseln. Sie ist mit einer Fläche von 15 ha die viertgrößte der Inselgruppe, aber namensgebend. Auf ihr sind Soldaten aus Vietnam stationiert. Es gibt einen kleinen Flugplatz mit einer ca. 900 m langen Landebahn und einen Schutzhafen.